# Sveriges utrikesminister
Sveriges utrikesminister, formellt Statsråd och chef för Utrikesdepartementet, är departementschef för Utrikesdepartementet och myndighetschef för utrikesrepresentationen. Vederbörande är dessutom det statsråd som i Sveriges regering ansvarar för Sveriges relationer till utlandet samt till mellanstatliga och andra internationella organisationer.
Utrikesministern är inte bara departementschef, utan är även chef för hela utrikesförvaltningen och det är dit svenska diplomater och ambassadörer i utlandet rapporterar. Som myndighetschef omfattas inte utrikesministern av det generella förbudet mot ministerstyre, och är den enda av de svenska ministrarna som har denna ställning.

## Historik
År 1791 inrättade Gustav III Konungens kabinett för den utrikes brevväxlingen som var en föregångare till Utrikesdepartementet och hade en kabinettssekreterare som chef. Som en följd av 1809 års regeringsform inrättades ett svenskt statsråd (regering) vars två förnämsta medlemmar var justitiestatsministern och utrikesstatsministern. Utrikesstatsministern formella titel var statsminister för utrikes ärendena och han var chef för kabinettet för den utrikes brevväxlingen. Hovkanslern var utrikesstatsministerns biträdare från 1819 till 1840 då hovkanslerämbetet avskaffades. Lars von Engeström var den förste som innehade ämbetet utrikesstatsminister och är också den som innehaft det under längst tid (15 år). I samband med departementalreformen 1840 bytte kabinettet namn till Utrikesdepartementet. Utrikesstatsministern fortsatte som chef och departementets högsta tjänsteman var kabinettssekreteraren. När ett särskilt statsministerämbete infördes 1876 fick utrikesstatsministern titeln minister för utrikes ärendena, i dagligt tal utrikesminister. Utrikesministern högre status markerades dock genom att denne var den enda vid sidan av statsministern och riksmarskalken som tilltalades ”Ers excellens”. Detta privilegium togs bort i samband med 1974 års regeringsform, då också den formella titeln ändrades till statsråd och chef för utrikesdepartementet.
| ”                                                | §34 Statsministern och Ministern för utrikes ärendena innehafve rikets högsta värdighet, och Statsråden den närmaste derintill. Ledamot af Statsrådet må icke tillika annat embete utöfva, ej heller några inkomster deraf uppbära. Justitieråd må ej tillika annat embete innehafva eller utöfva. | „ |
| – §34, 1809 års regeringsform i 1876 års lydelse | |   |

Den sista utrikesstatministern, Oscar Björnstjerna (1872–1880), tilläts behålla sin statsministertitel fram till sin avgång 1880. Således var Björnstjernas efterträdare, Carl Fredrik Hochschild (1880–1885), Sveriges första utrikesminister. Posten som utrikesminister var länge vikt för personer av adlig börd och den förste som frångick från denna oskrivna regel var Knut Wallenberg (1914–1917). Den första liberala utrikesministern var Albert Ehrensvärd d.y. (1911–1914), den första socialdemokratiska var Erik Palmstierna (1920) och den första kvinnliga utrikesministern var centerpartisten Karin Söder (1976–1978). Östen Undén har innehaft ämbetet under längst tid (18 år och 313 dagar, uppdelat på perioderna 1924–1926 och 1945–1962). Följande utrikesministrar har även varit statsminister: Gustaf Åkerhielm (utrikesminister 1889), Arvid Lindman (1917), Hjalmar Branting (1921–1923), Ernst Trygger (1928–1930), Rickard Sandler (1932–juni 1936 och september 1936–1939) samt Ola Ullsten (1979–1982) och Carl Bildt (2006-2014). En uppmärksammad svensk utrikesminister var Anna Lindh (1998–2003) som mördades i september 2003.
Fram till 1962 hade Sveriges utrikesminister Utrikesministerhotellet vid Blasieholmstorg i Stockholm som sin officiella tjänstebostad.

## Svensk-norska unionen
Från 1814 till 1876 var utrikesstatsministern och därefter fram till 1905 Ministern för utrikes ärendena den som ansvarade för den svensk-norska unionens utrikes relationer. Utrikesministern var medlem av det svenska statsrådet och i det norska statsrådet fanns ej någon motsvarande post. Vid behandling av frågor som gällde bägge rikena hölls i enlighet vad som stadgades i Riksakten dock sammansatt statsråd, med närvaro av Norges statsminister i Stockholm. Först efter unionsupplösningen 1905 inrättades ett norskt utrikesdepartement med en norsk utrikesminister.

## Lista över Sveriges utrikesministrar

### Utrikesstatsministrar 1809–1876
Formellt med titeln Statsminister för utrikes ärendena
| Namn             | Namn                      | Bild               | Födelse                                        | Tillträde        | Frånträde                                          | Död                                                         | Politisk tillhörighet | Källor |
| ---------------- | ------------------------- | ------------------ | ---------------------------------------------- | ---------------- | -------------------------------------------------- | ----------------------------------------------------------- | --------------------- | ------ |
|                  | Lars von Engeström        |                    | 24 december 1751 i Stockholm                   | 9 juni 1809      | 8 juni 1824                                        | 19 augusti 1826 i Polen                                     | Opolitisk             |        |
|                  | Gustaf af Wetterstedt     |                    | 29 december 1776 i Vasa i Österbotten, Finland | 8 juni 1824      | 15 maj 1837                                        | 15 maj 1837                                                 | Opolitisk             |        |
|                  | Adolf Göran Mörner        |                    | 27 juli 1773 i Espelunda i Närke               | 15 maj 1837      | 30 januari 1838                                    | 30 januari 1838                                             | Mannerheimska partiet |        |
|                  | Gustaf Algernon Stierneld |                    | 12 juli 1791 i Stockholm                       | 30 januari 1838  | I praktiken 5 september 1840 Formellt 11 juli 1842 |                                                             | Opolitisk             |        |
|                  | Albrecht Elof Ihre        | Albrecht Elof Ihre | 6 oktober 1797 i Stockholm                     | 5 september 1840 | 29 december 1842                                   | 9 augusti 1877 på Ekebyhovs slott i Ekerö utanför Stockholm | Opolitisk             |        |
| 29 december 1842 | Albrecht Elof Ihre        | Albrecht Elof Ihre | 6 oktober 1797 i Stockholm                     | 10 april 1848    |                                                    | 9 augusti 1877 på Ekebyhovs slott i Ekerö utanför Stockholm | Opolitisk             |        |
|                  | Gustaf Algernon Stierneld |                    |                                                | 10 april 1848    | 8 september 1856                                   | 14 november 1868 i Stockholm                                | Opolitisk             |        |
|                  | Elias Lagerheim           | Elias Lagerheim    | 18 augusti 1791 på Ågesta i Huddinge           | 8 september 1856 | 16 mars 1858                                       | 17 september 1864 i Nykvarn i Turinge i Södermanland        | Opolitisk             |        |
|                  | Ludvig Manderström        | Ludvig Manderström | 22 januari 1806 i Stockholm                    | 16 mars 1858     | 4 juni 1868                                        | 18 augusti 1873 i Köln                                      | Opolitisk             |        |
|                  | Carl Wachtmeister         |                    | 21 april 1823 i Stockholm                      | 4 juni 1868      | 14 oktober 1871 i Stockholm                        | 14 oktober 1871 i Stockholm                                 | Opolitisk             |        |
|                  | Baltzar von Platen        |                    | 16 april 1804 i Vänersnäs i Vänersborg         | 10 november 1871 | 17 december 1872                                   | 20 mars 1875 i Stockholm                                    | Oberoende liberal     |        |
|                  | Oscar Björnstjerna        |                    | 6 mars 1819 i Stockholm                        | 17 december 1872 | 20 mars 1876                                       | 2 september 1905 i Stockholm                                | Opolitisk             |        |
| Namn             | Namn                      | Bild               | Födelse                                        | Tillträde        | Frånträde                                          | Död                                                         | Politisk tillhörighet | Källor |

### Utrikesministrar 1876–
Från 20 mars 1876, när statsministerämbetet formellt infördes, skulle titeln ändras till minister för utrikes ärendena (utrikesminister), men enligt en övergångsbestämmelse behöll innevarande utrikesstatsminister Oscar Björnstjerna sin titel till utgången av sin tjänstetid.
| Namn         | Namn                      | Bild | Födelse                                                    | Tillträde         | Frånträde                              | Död                                                     | Politisk tillhörighet     | Regering           | Källor |
| ------------ | ------------------------- | ---- | ---------------------------------------------------------- | ----------------- | -------------------------------------- | ------------------------------------------------------- | ------------------------- | ------------------ | ------ |
|              | Oscar Björnstjerna        |      | 6 mars 1819 i Stockholm                                    | 20 mars 1876      | 19 april 1880                          | 2 september 1905 i Stockholm                            | Oberoende konservativ     | De Geer d.ä. III   |        |
|              | Carl Fredrik Hochschild   |      | 13 september 1831 i Köpenhamn                              | 27 april 1880     | 25 september 1885                      | 12 september 1898                                       | Opolitisk                 | Posse              |        |
| Thyselius    | Carl Fredrik Hochschild   |      | 13 september 1831 i Köpenhamn                              | 27 april 1880     | 25 september 1885                      | 12 september 1898                                       | Opolitisk                 |                    |        |
| Themptander  | Carl Fredrik Hochschild   |      | 13 september 1831 i Köpenhamn                              | 27 april 1880     | 25 september 1885                      | 12 september 1898                                       | Opolitisk                 |                    |        |
|              | Albert Ehrensvärd d.ä.    |      | 10 januari 1821 i Björkö socken i Vetlanda                 | 25 september 1885 | 12 juni 1889                           | 31 januari 1901 på Tosterups slott i Tomelilla i Skåne  | Opolitisk                 |                    |        |
| G. Bildt     | Albert Ehrensvärd d.ä.    |      | 10 januari 1821 i Björkö socken i Vetlanda                 | 25 september 1885 | 12 juni 1889                           | 31 januari 1901 på Tosterups slott i Tomelilla i Skåne  | Opolitisk                 |                    |        |
|              | Gustaf Åkerhielm          |      | 24 juni 1833 i Stockholm                                   | 12 juni 1889      | 12 oktober 1889                        | 2 april 1900 i Stockholm                                | Protektionistiska partiet |                    |        |
|              | Carl Lewenhaupt           |      | 19 mars 1835 på Herrevadsklosters slott i Skåne            | 12 oktober 1889   | 1 juni 1895                            | 10 december 1906 i Helsingborg i Skåne                  | Opolitisk                 | Åkerhielm          |        |
| Boström I    | Carl Lewenhaupt           |      | 19 mars 1835 på Herrevadsklosters slott i Skåne            | 12 oktober 1889   | 1 juni 1895                            | 10 december 1906 i Helsingborg i Skåne                  | Opolitisk                 |                    |        |
|              | Ludvig Douglas            |      | 24 november 1849 i Zürich                                  | 1 juni 1895       | 13 oktober 1899                        | 20 juli 1916 i Lysekil i Bohuslän                       | Oberoende konservativ     |                    |        |
|              | Alfred Lagerheim          |      | 4 oktober 1843 i Köpenhamn                                 | 20 december 1899  | 7 december 1904                        | 23 maj 1924                                             | Lantmannapartiet          |                    |        |
| von Otter    | Alfred Lagerheim          |      | 4 oktober 1843 i Köpenhamn                                 | 20 december 1899  | 7 december 1904                        | 23 maj 1924                                             | Lantmannapartiet          |                    |        |
| Boström II   | Alfred Lagerheim          |      | 4 oktober 1843 i Köpenhamn                                 | 20 december 1899  | 7 december 1904                        | 23 maj 1924                                             | Lantmannapartiet          |                    |        |
|              | August Gyldenstolpe       |      | 22 juli 1849 i Stockholm                                   | 22 december 1904  | 2 augusti 1905                         | 30 juni 1928                                            | Opolitisk                 |                    |        |
| Ramstedt     | August Gyldenstolpe       |      | 22 juli 1849 i Stockholm                                   | 22 december 1904  | 2 augusti 1905                         | 30 juni 1928                                            | Opolitisk                 |                    |        |
|              | Fredrik Wachtmeister      |      | 10 februari 1855                                           | 2 augusti 1905    | 7 november 1905                        | 6 september 1919                                        | Protektionistiska partiet | Lundeberg          |        |
|              | Eric Trolle               |      | 23 september 1863                                          | 7 november 1905   | 17 mars 1909                           | 21 april 1934                                           | Opolitisk                 | Staaff I           |        |
| Lindman I    | Eric Trolle               |      | 23 september 1863                                          | 7 november 1905   | 17 mars 1909                           | 21 april 1934                                           | Opolitisk                 |                    |        |
|              | Arvid Taube               |      | 19 januari 1853 i Låssa socken i Uppland                   | 30 april 1909     | 7 oktober 1911                         | 14 oktober 1916                                         | Allmänna valmansförbundet |                    |        |
|              | Albert Ehrensvärd d.y.    |      | 9 maj 1867 i Göteborg                                      | 7 oktober 1911    | 17 februari 1914                       | 6 mars 1940 i Lund i Skåne                              | Liberala samlingspartiet  | Staaff II          |        |
|              | Knut Agathon Wallenberg   |      | 19 maj 1853 i Stockholm                                    | 17 februari 1914  | 30 mars 1917                           | 1 juni 1938 i Stockholm                                 | Nationella partiet        | Hammarskjöld       |        |
|              | Arvid Lindman             |      | 19 september 1862 på Österby bruk i Films socken i Uppland | 30 mars 1917      | 19 oktober 1917                        | 9 december 1936 på flygplatsen Croydon Airport i London | Allmänna valmansförbundet | Swartz             |        |
|              | Johannes Hellner          |      | 22 april 1866 i Svedala i Skåne                            | 19 oktober 1917   | 10 mars 1920                           | 19 februari 1947 i Stockholm                            | Liberala samlingspartiet  | Edén               |        |
|              | Erik Palmstierna          |      | 10 november 1877 i Stockholm                               | 10 mars 1920      | 27 oktober 1920                        | 22 oktober 1959 i Florens i Italien                     | Socialdemokraterna        | Branting I         |        |
|              | Herman Wrangel            |      | 13 augusti 1857 i Stockholm                                | 27 oktober 1920   | 13 oktober 1921                        | 9 oktober 1934                                          | Opolitisk                 | De Geer d.y.       |        |
| von Sydow    | Herman Wrangel            |      | 13 augusti 1857 i Stockholm                                | 27 oktober 1920   | 13 oktober 1921                        | 9 oktober 1934                                          | Opolitisk                 |                    |        |
|              | Hjalmar Branting          |      | 23 november 1860 i Stockholm                               | 13 oktober 1921   | 19 april 1923                          | 24 februari 1925 i Stockholm                            | Socialdemokraterna        | Branting II        |        |
|              | Carl Hederstierna         |      | 1 december 1861 i Höreda i Småland                         | 19 april 1923     | 11 november 1923                       | 17 november 1928                                        | Allmänna valmansförbundet | Trygger            |        |
|              | Erik Marks von Würtemberg |      | 11 maj 1861 i Björnlunda i Södermanland                    | 11 november 1923  | 18 oktober 1924                        | 22 juli 1937                                            | Allmänna valmansförbundet | Trygger            |        |
|              | Östen Undén               |      | 25 augusti 1886 i Karlstad                                 | 18 oktober 1924   | 7 juni 1926                            | 14 januari 1974                                         | Socialdemokraterna        | Branting III       |        |
| Sandler      | Östen Undén               |      | 25 augusti 1886 i Karlstad                                 | 18 oktober 1924   | 7 juni 1926                            | 14 januari 1974                                         | Socialdemokraterna        |                    |        |
|              | Eliel Löfgren             |      | 15 mars 1872 i Öjebyn i Piteå                              | 7 juni 1926       | 2 oktober 1928                         | 8 april 1940 i Stockholm                                | Sveriges liberala parti   | Ekman I            |        |
|              | Ernst Trygger             |      | 27 oktober 1857 i Stockholm                                | 2 oktober 1928    | 7 juni 1930                            | 23 september 1943 i Stockholm                           | Nationella partiet        | Lindman II         |        |
|              | Fredrik Ramel             |      | 9 december 1872 i Malmö                                    | 7 juni 1930       | 24 september 1932                      | 30 oktober 1947 i Fridhem, Malmö                        | Oberoende liberal         | Ekman II           |        |
| Hamrin       | Fredrik Ramel             |      | 9 december 1872 i Malmö                                    | 7 juni 1930       | 24 september 1932                      | 30 oktober 1947 i Fridhem, Malmö                        | Oberoende liberal         |                    |        |
|              | Rickard Sandler           |      | 29 januari 1884 i Torsåker i Ångermanland                  | 24 september 1932 | 19 juni 1936                           | 12 november 1964                                        | Socialdemokraterna        | Hansson I          |        |
|              | Karl Gustaf Westman       |      | 18 augusti 1876 i Göteborg                                 | 19 juni 1936      | 28 september 1936                      | 24 januari 1944 i Stockholm                             | Bondeförbundet            | Pehrsson-Bramstorp |        |
|              | Rickard Sandler           |      |                                                            | 28 september 1936 | 13 december 1939                       | 12 november 1964 i Solna                                | Socialdemokraterna        | Hansson II         |        |
|              | Christian Günther         |      | 5 december 1886 i Stockholm                                | 13 december 1939  | 31 juli 1945                           | 6 mars 1966                                             | Opolitisk                 | Hansson III        |        |
|              | Östen Undén               |      |                                                            | 31 juli 1945      | 19 september 1962                      | 14 januari 1974 i Bromma i Uppland                      | Socialdemokraterna        | Hansson IV         |        |
| Erlander I   | Östen Undén               |      |                                                            | 31 juli 1945      | 19 september 1962                      | 14 januari 1974 i Bromma i Uppland                      | Socialdemokraterna        |                    |        |
| Erlander II  | Östen Undén               |      |                                                            | 31 juli 1945      | 19 september 1962                      | 14 januari 1974 i Bromma i Uppland                      | Socialdemokraterna        |                    |        |
| Erlander III | Östen Undén               |      |                                                            | 31 juli 1945      | 19 september 1962                      | 14 januari 1974 i Bromma i Uppland                      | Socialdemokraterna        |                    |        |
|              | Torsten Nilsson           |      | 1 april 1905 i Nevishög i Staffanstorp i Skåne             | 19 september 1962 | 30 juni 1971                           | 14 december 1997 i Stockholm                            | Socialdemokraterna        | Erlander III       |        |
| Palme I      | Torsten Nilsson           |      | 1 april 1905 i Nevishög i Staffanstorp i Skåne             | 19 september 1962 | 30 juni 1971                           | 14 december 1997 i Stockholm                            | Socialdemokraterna        |                    |        |
|              | Krister Wickman           |      | 13 april 1924 i Stockholm                                  | 30 juni 1971      | 3 november 1973                        | 10 september 1993 i Stockholm                           | Socialdemokraterna        |                    |        |
|              | Sven Andersson            |      | 5 april 1910 i Göteborg                                    | 3 november 1973   | 8 oktober 1976                         | 21 september 1987 i Stockholm                           | Socialdemokraterna        |                    |        |
|              | Karin Söder               |      | 30 november 1928 i Kil i Värmland                          | 8 oktober 1976    | 18 oktober 1978                        | 19 december 2015 i Täby, Stockholms län                 | Centerpartiet             | Fälldin I          |        |
|              | Hans Blix                 |      | 28 juni 1928 i Uppsala                                     | 18 oktober 1978   | 12 oktober 1979                        |                                                         | Folkpartiet               | Ullsten            |        |
|              | Ola Ullsten               |      | 23 juni 1931 i Umeå                                        | 12 oktober 1979   | 8 oktober 1982                         | 28 maj 2018                                             | Folkpartiet               | Fälldin II         |        |
| Fälldin III  | Ola Ullsten               |      | 23 juni 1931 i Umeå                                        | 12 oktober 1979   | 8 oktober 1982                         | 28 maj 2018                                             | Folkpartiet               |                    |        |
|              | Lennart Bodström          |      | 10 april 1928 i Göteborg                                   | 8 oktober 1982    | 17 oktober 1985                        | 30 april 2015                                           | Socialdemokraterna        | Palme II           |        |
|              | Sten Andersson            |      | 20 april 1923 i Stockholm                                  | 17 oktober 1985   | 4 oktober 1991                         | 16 september 2006 i Stockholm                           | Socialdemokraterna        | Palme II           |        |
| Carlsson I   | Sten Andersson            |      | 20 april 1923 i Stockholm                                  | 17 oktober 1985   | 4 oktober 1991                         | 16 september 2006 i Stockholm                           | Socialdemokraterna        |                    |        |
| Carlsson II  | Sten Andersson            |      | 20 april 1923 i Stockholm                                  | 17 oktober 1985   | 4 oktober 1991                         | 16 september 2006 i Stockholm                           | Socialdemokraterna        |                    |        |
|              | Margaretha af Ugglas      |      | 5 januari 1939 i Stockholm                                 | 4 oktober 1991    | 7 oktober 1994                         |                                                         | Moderata samlingspartiet  | C. Bildt           |        |
|              | Lena Hjelm-Wallén         |      | 14 januari 1943 i Sala                                     | 7 oktober 1994    | 7 oktober 1998                         |                                                         | Socialdemokraterna        | Carlsson III       |        |
| Persson      | Lena Hjelm-Wallén         |      | 14 januari 1943 i Sala                                     | 7 oktober 1994    | 7 oktober 1998                         |                                                         | Socialdemokraterna        |                    |        |
|              | Anna Lindh                |      | 19 juni 1957 i Enskede i Stockholm                         | 7 oktober 1998    | 11 september 2003 i Stockholm (mördad) | 11 september 2003 i Stockholm (mördad)                  | Socialdemokraterna        | Persson            |        |
|              | Jan O. Karlsson           |      | 1 juni 1939 i Stockholm                                    | 11 september 2003 | 10 oktober 2003                        | 19 september 2016 i Stockholm                           | Socialdemokraterna        | Persson            |        |
|              | Laila Freivalds           |      | 22 juni 1942 i Riga i Lettland                             | 10 oktober 2003   | 21 mars 2006                           |                                                         | Socialdemokraterna        | Persson            |        |
|              | Bosse Ringholm            |      | 18 augusti 1942 i Falköping                                | 21 mars 2006      | 27 mars 2006                           |                                                         | Socialdemokraterna        | Persson            |        |
|              | Carin Jämtin              |      | 3 augusti 1964 i Stockholm                                 | 27 mars 2006      | 24 april 2006                          |                                                         | Socialdemokraterna        | Persson            |        |
|              | Jan Eliasson              |      | 17 september 1940 i Göteborg                               | 24 april 2006     | 6 oktober 2006                         |                                                         | Socialdemokraterna        | Persson            |        |
|              | Carl Bildt                |      | 15 juli 1949 i Halmstad                                    | 6 oktober 2006    | 3 oktober 2014                         |                                                         | Moderata samlingspartiet  | Reinfeldt          |        |
|              | Margot Wallström          |      | 24 september 1954 i Kåge                                   | 3 oktober 2014    | 10 september 2019                      |                                                         | Socialdemokraterna        | Löfven I           |        |
| Löfven II    | Margot Wallström          |      | 24 september 1954 i Kåge                                   | 3 oktober 2014    | 10 september 2019                      |                                                         | Socialdemokraterna        |                    |        |
|              | Ann Linde                 |      | 4 december 1961 i Helsingborg                              | 10 september 2019 | 18 oktober 2022                        |                                                         | Socialdemokraterna        | Löfven II          |        |
| Löfven III   | Ann Linde                 |      | 4 december 1961 i Helsingborg                              | 10 september 2019 | 18 oktober 2022                        |                                                         | Socialdemokraterna        |                    |        |
| Andersson    | Ann Linde                 |      | 4 december 1961 i Helsingborg                              | 10 september 2019 | 18 oktober 2022                        |                                                         | Socialdemokraterna        |                    |        |
|              | Tobias Billström          |      | 27 december 1973 i Malmö                                   | 18 oktober 2022   | 10 september 2024                      |                                                         | Moderata samlingspartiet  | Kristersson        |        |
|              | Maria Malmer Stenergard   |      | 23 mars 1981 i Kristianstad                                | 10 september 2024 |                                        |                                                         | Moderata samlingspartiet  | Kristersson        |        |